# Pterostichus mercedianus
Pterostichus mercedianus är en skalbaggsart som beskrevs av Thomas Casey. Pterostichus mercedianus ingår i släktet Pterostichus och familjen jordlöpare. Inga underarter finns listade i Catalogue of Life.